# Réka Luca Jani
Réka Luca Jani (Siófok, 31 juli 1991) is een tennisspeelster uit Hongarije. Zij begon met tennis toen zij zeven jaar oud was. Haar favoriete ondergrond is gravel. Zij speelt rechtshandig en heeft een tweehandige backhand.

## Loopbaan

### Enkelspel
Jani speelde in 2008 haar eerste ITF-toernooi, in Boedapest (Hongarije). Later dat jaar stond zij voor het eerst in een finale, op het ITF-toernooi van Sofia (Bulgarije) – zij verloor van de Oekraïense Aljona Sotnikova. In 2009 veroverde Jani haar eerste titel, op het ITF-toernooi van Boedapest (Hongarije), door de Tsjechische Lucie Kriegsmannová te verslaan. Tot op heden(september 2022) won zij 25 ITF-titels, de meest recente in 2022 in Praag.
In 2011 kwalificeerde Jani zich voor het eerst voor een WTA-hoofdtoernooi, op het toernooi van Boedapest. Zij strandde in de eerste ronde. In datzelfde jaar had zij haar grandslam-debuut op het US Open, waarvoor zij met succes het kwalificatietoernooi had doorlopen. In 2016 won zij haar eerste WTA-enkelspelpartij op het toernooi van Istanbul.
Jani stond in 2022 voor het eerst in een WTA-finale, op het toernooi van Boekarest – zij verloor van de Roemeense Irina-Camelia Begu.

### Dubbelspel
Jani debuteerde in 2008 op het ITF-toernooi van Boedapest (Hongarije) samen met landgenote Ágnes Bukta. Later dat jaar stond zij voor het eerst in een finale, op het ITF-toernooi van Dubrovnik (Kroatië), samen met landgenote Aleksandra Filipovski – zij verloren van het Tsjechische duo Lucie Kriegsmannová en Darina Sedenková. In 2009 veroverde Jani haar eerste titel, op het ITF-toernooi van Hvar (Kroatië), samen met de Tsjechische Martina Kubičíková, door Elena Bogdan en Martina Borecká te verslaan. Tot op heden(augustus 2022) won zij 34 ITF-titels, de meest recente in 2022 in Anapoima (Colombia).
In 2012 speelde Jani voor het eerst op een WTA-hoofdtoernooi, op het toernooi van Boedapest, samen met landgenote Melinda Czink. Zij kwamen niet voorbij de eerste ronde.  Zij stond in 2016 voor het eerst in een WTA-finale, op het toernooi van Florianópolis, samen met de Hongaarse Tímea Babos – zij verloren van de Oekraïense tweeling Ljoedmyla en Nadija Kitsjenok. Enkele dagen later nam zij, weer samen met Babos, deel aan het dubbelspeltoernooi op de Olympische Spelen van Rio de Janeiro – zij strandden in de eerste ronde.

### Tennis in teamverband
In de periode 2010–2022 maakte Jani deel uit van het Hongaarse Fed Cup-team – zij vergaarde daar een winst/verlies-balans van 28–17.

## Posities op deWTA-ranglijst
Positie per einde seizoen:
| jaar | rang enkelspel | rang dubbelspel |
| ---- | -------------- | --------------- |
| 2008 | 904            | –               |
| 2009 | 261            | 328             |
| 2010 | 330            | 294             |
| 2011 | 162            | 227             |
| 2012 | 329            | 173             |
| 2013 | 247            | 196             |
| 2014 | 315            | 186             |
| 2015 | 212            | 203             |
| 2016 | 229            | 128             |
| 2017 | 811            | 504             |
| 2018 | 311            | 197             |
| 2019 | 189            | 170             |
| 2020 | 207            | 209             |
| 2021 | 168            | 233             |

## Palmares
| Legenda                 |
| ----------------------- |
| Grandslamtoernooi       |
| Olympische Spelen       |
| Year-End Championships  |
| Premier Mandatory       |
| Premier Five / WTA 1000 |
| Premier / WTA 500       |
| International / WTA 250 |
| Challenger / WTA 125    |

### WTA-finaleplaatsen enkelspel
| nr.              | finale     | toernooi      | ondergrond | tegenstandster     | score    |         |
| ---------------- | ---------- | ------------- | ---------- | ------------------ | -------- | ------- |
| gewonnen finales |            |               |            |                    |          |         |
| geen             |            |               |            |                    |          |         |
| verloren finales |            |               |            |                    |          |         |
| 1.               | 2022-09-18 | WTA Boekarest | gravel     | Irina-Camelia Begu | 3-6, 3-6 | details |

### WTA-finaleplaatsen vrouwendubbelspel
| nr.              | finale     | toernooi          | ondergrond    | partner                    | tegenstandsters                      | score            |         |
| ---------------- | ---------- | ----------------- | ------------- | -------------------------- | ------------------------------------ | ---------------- | ------- |
| gewonnen finales |            |                   |               |                            |                                      |                  |         |
| geen             |            |                   |               |                            |                                      |                  |         |
| verloren finales |            |                   |               |                            |                                      |                  |         |
| 1.               | 2016-08-04 | WTA Florianópolis | hardcourt     | Tímea Babos                | Ljoedmyla Kitsjenok Nadija Kitsjenok | 3-6, 1-6         | details |
| 2.               | 2021-12-26 | WTA Seoel         | hardcourt (i) | Valentini Grammatikopoulou | Choi Ji-hee Han Na-lae               | 4-6, 4-6         | details |
| 3.               | 2022-08-07 | WTA Iași          | gravel        | Panna Udvardy              | Darja Astachova Andreea Roșca        | 5-7, 7-5, [7-10] | details |
| 4.               | 2022-09-17 | WTA Boekarest     | gravel        | Panna Udvardy              | Aliona Bolsova Andrea Gámiz          | 5-7, 3-6         | details |

### Gewonnen ITF-toernooien enkelspel
| nr. | finale     | toernooi    | dotatie | ondergrond | tegenstandster in finale | score         |
| --- | ---------- | ----------- | ------- | ---------- | ------------------------ | ------------- |
| 01. | 2009-09-13 | Boedapest   | $10.000 | gravel     | Lucie Kriegsmannová      | 7-6, 6-2      |
| 02. | 2009-09-26 | Telavi      | $25.000 | gravel     | Melanie Klaffner         | 6-2, 6-4      |
| 03. | 2010-08-29 | Vinkovci    | $10.000 | gravel     | Zuzana Linhová           | 6-2, 6-4      |
| 04. | 2011-03-27 | Antalya     | $10.000 | gravel     | Garbiñe Muguruza         | 6-2, 6-1      |
| 05. | 2011-06-05 | Přerov      | $25.000 | gravel     | Karolína Plíšková        | 6-0, 6-3      |
| 06. | 2011-08-14 | Istanbul    | $10.000 | hardcourt  | Christina Shakovets      | 6-4, 6-1      |
| 07. | 2011-10-16 | Sant Cugat  | $25.000 | gravel     | Margalita Tsjachnasjvili | 6-4, 6-2      |
| 08. | 2011-10-22 | Sevilla     | $25.000 | gravel     | Estrella Cabeza Candela  | 2-6, 6-3, 6-3 |
| 09. | 2013-01-13 | Antalya     | $10.000 | gravel     | Marrit Boonstra          | 6-1, 1-6, 7-6 |
| 10. | 2013-01-20 | Antalya     | $10.000 | gravel     | Sofia Kvatsabaia         | 6-0, 6-1      |
| 11. | 2013-03-17 | Madrid      | $10.000 | gravel     | Sofiya Kovalets          | 6-1, 6-0      |
| 12. | 2013-03-24 | Madrid      | $10.000 | gravel     | Bernarda Pera            | 2-6, 6-4, 6-4 |
| 13. | 2013-07-07 | Přerov      | $15.000 | gravel     | Jekaterina Aleksandrova  | 6-2, 7-6      |
| 14. | 2013-07-28 | Palić       | $10.000 | gravel     | Milana Špremo            | 6-0, 6-3      |
| 15. | 2013-08-04 | Bad Saulgau | $25.000 | gravel     | Patricia Mayr            | 7-6, 6-3      |
| 16. | 2013-08-25 | Praag       | $10.000 | gravel     | Zuzana Zálabská          | 7-5, 6-1      |
| 17. | 2014-10-26 | Iraklion    | $10.000 | hardcourt  | Barbara Haas             | 6-4, 3-6, 7-6 |
| 18. | 2014-11-30 | Antalya     | $10.000 | gravel     | Ekaterine Gorgodze       | 6-4, 6-0      |
| 19. | 2015-04-12 | Chiasso     | $25.000 | gravel     | Alexandra Cadanțu        | 3-6, 6-3, 7-6 |
| 20. | 2017-11-05 | Iraklion    | $15.000 | gravel     | Anna Bondár              | 6-0, 6-3      |
| 21. | 2018-03-18 | Iraklion    | $15.000 | gravel     | Rosa Vicens Mas          | 6-4, 7-5      |
| 22. | 2019-07-21 | Baja        | $25.000 | gravel     | Mayar Sherif             | 6-3, 2-6, 6-2 |
| 23. | 2021-10-03 | Boedapest   | $25.000 | gravel     | Giulia Gatto-Monticone   | 6-1, 6-4      |
| 24. | 2022-02-27 | Antalya     | $25.000 | gravel     | Wang Yafan               | 6-4, 6-3      |
| 25. | 2022-09-04 | Praag       | $60.000 | gravel     | Noma Noha Akugue         | 6-3, 7-6      |

### Gewonnen ITF-toernooien dubbelspel
| nr. | finale     | toernooi                 | dotatie | ondergrond    | partner             | tegenstandsters in finale                   | score             |
| --- | ---------- | ------------------------ | ------- | ------------- | ------------------- | ------------------------------------------- | ----------------- |
| 01. | 2009-04-19 | Hvar                     | $10.000 | gravel        | Martina Kubičíková  | Elena Bogdan Martina Borecká                | 6-4, 0-6, [10-6]  |
| 02. | 2009-09-13 | Boedapest                | $10.000 | gravel        | Virág Németh        | Jana Jandová Lucie Kriegsmannová            | 4-6, 6-3, [10-6]  |
| 03. | 2009-10-03 | Tbilisi                  | $25.000 | gravel        | Veronika Kapshay    | Tatia Mikadze Manana Shapakidze             | 7-5, 0-6, [10-8]  |
| 04. | 2009-10-23 | Dubrovnik                | $10.000 | gravel        | Conny Perrin        | Matea Čutura Dorotea Kraljević              | 6-2, 6-3          |
| 05. | 2010-08-27 | Vinkovci                 | $10.000 | gravel        | Raluca Elena Platon | Indire Akiki Zuzana Linhová                 | 6-3, 6-0          |
| 06. | 2010-09-03 | Osijek                   | $10.000 | gravel        | Martina Kubičíková  | Petra Šunić Nataša Zorić                    | 6-1, 6-1          |
| 07. | 2010-10-31 | Caïro                    | $25.000 | gravel        | Martina Kubičíková  | Stephanie Vogt Maša Zec Peškirič            | 6-7, 6-1, [11-9]  |
| 08. | 2011-04-22 | Civitavecchia            | $25.000 | gravel        | Daniëlle Harmsen    | Diana Enache Liana-Gabriela Ungur           | 6-2, 6-3          |
| 09. | 2011-09-24 | Tbilisi                  | $25.000 | gravel        | Iryna Boerjatsjok   | Elena Bogdan Andrea Koch Benvenuto          | 7-6, 6-2          |
| 10. | 2012-02-17 | Rabat                    | $25.000 | gravel        | Jana Čepelová       | Anastasia Grymalska Ilona Kremen            | 6-7, 6-1, [10-4]  |
| 11. | 2012-07-29 | Bad Waltersdorf          | $10.000 | gravel        | Christina Shakovets | Alexandra Nancarrow Katharina Negrin        | 6-2, 6-0          |
| 12. | 2012-09-30 | Telavi                   | $50.000 | gravel        | Christina Shakovets | Katsjarina Dzehalevitsj Oksana Kalasjnikova | 3-6, 6-4, [10-6]  |
| 13. | 2013-02-24 | Mallorca                 | $10.000 | gravel        | Letícia Costas      | Anastasia Grymalska Jana Sizikova           | 6-3, 6-2          |
| 14. | 2013-03-03 | Mallorca                 | $10.000 | gravel        | Letícia Costas      | Lucía Cervera Vázquez Carolina Prats Millán | 6-2, 6-1          |
| 15. | 2013-04-13 | La Marsa                 | $25.000 | gravel        | Jevgenija Pasjkova  | Danka Kovinić Laura Pigossi                 | 6-3, 4-6, [10-5]  |
| 16. | 2014-01-19 | Port St. Lucie           | $25.000 | gravel        | Irina Chromatsjova  | Jan Abaza Louisa Chirico                    | 6-4, 6-4          |
| 17. | 2014-04-06 | Dijon                    | $15.000 | hardcourt (i) | Isabella Shinikova  | Martina Borecká Michaëlla Krajicek          | 6-3, 7-5          |
| 18. | 2014-06-13 | Boedapest                | $25.000 | gravel        | Irina Chromatsjova  | Dalila Jakupović Kateřina Kramperová        | 7-5, 6-4          |
| 19. | 2014-10-26 | Iraklion                 | $10.000 | hardcourt     | Julia Stamatova     | Anna Bondár Dalma Gálfi                     | 6-4, 6-4          |
| 20. | 2015-04-12 | Chiasso                  | $25.000 | gravel        | Diana Buzean        | Giulia Gatto-Monticone Alice Matteucci      | 6-2, 7-5          |
| 21. | 2016-02-14 | Trnava                   | $10.000 | hardcourt (i) | Chantal Škamlová    | Lenka Juríková Tereza Malíková              | 6-3, 2-6, [10-7]  |
| 22. | 2016-05-15 | Győr                     | $25.000 | gravel        | Ana Vrljić          | Vanda Lukács Chantal Škamlová               | 6-4, 6-3          |
| 23. | 2017-08-20 | Graz                     | $15.000 | gravel        | Anna Bondár         | Jana Jablonovská Natália Vajdová            | 6-4, 6-3          |
| 24. | 2017-10-29 | Iraklion                 | $15.000 | gravel        | Anna Bondár         | Michaela Boëv Anna Ukolova                  | 6-4, 6-2          |
| 25. | 2017-11-05 | Iraklion                 | $15.000 | gravel        | Anna Bondár         | Ioana Gașpar Bojana Marinković              | 6-4, 2-6, [10-8]  |
| 26. | 2018-03-18 | Iraklion                 | $15.000 | gravel        | Anna Bondár         | Emma Laine Sabrina Santamaria               | 7-5, 6-2          |
| 27. | 2018-06-17 | Hódmezővásárhely         | $60.000 | gravel        | Nadia Podoroska     | Danka Kovinić Nina Stojanović               | 6-4, 6-4          |
| 28. | 2018-10-14 | Santa Margherita di Pula | $25.000 | gravel        | Cristina Dinu       | Giorgia Marchetti Camilla Rosatello         | 3-6, 6-1, [13-11] |
| 29. | 2019-06-02 | Grado                    | $25.000 | gravel        | Anna Danilina       | Akgul Amanmuradova Cristina Dinu            | 6-2, 6-3          |
| 30. | 2019-07-07 | Biella                   | $25.000 | gravel        | Elena Bogdan        | Chihiro Muramatsu Yuki Naito                | 6-1, 6-3          |
| 31. | 2020-03-08 | Antalya                  | $25.000 | gravel        | Mayar Sherif        | İpek Öz Melis Sezer                         | 6-7, 6-1, [10-3]  |
| 32. | 2021-03-07 | Manacor                  | $25.000 | hardcourt     | Lara Salden         | Anna Bondár Tereza Mihalíková               | 6-4, 7-5          |
| 33. | 2021-06-06 | Otočec                   | $25.000 | gravel        | Ulrikke Eikeri      | Pia Lovrič Sada Nahimana                    | 5-7, 6-4, [10-5]  |
| 34. | 2022-03-20 | Anapoima                 | $25.000 | gravel        | Ylena In-Albon      | María Lourdes Carlé Laura Pigossi           | 1-6, 6-3, [10-7]  |

### Gewonnen juniorentoernooien enkelspel
| nr. | finale     | toernooi            | ondergrond | graad | tegenstandster in finale | score         |
| --- | ---------- | ------------------- | ---------- | ----- | ------------------------ | ------------- |
| 1.  | 2007-09-09 | Talentum Cup        | gravel     | 5     | Zsófia Mikó              | 6-2, 6-4      |
| 2.  | 2007-11-03 | ITF Jr. Toyota Open | hardcourt  | 4     | Marina Lushchina         | 4-6, 6-2, 6-3 |

### Gewonnen juniorentoernooien dubbelspel
| nr. | finale     | toernooi                          | ondergrond | graad | partner     | tegenstandsters in finale            | score            |
| --- | ---------- | --------------------------------- | ---------- | ----- | ----------- | ------------------------------------ | ---------------- |
| 1.  | 2006-09-10 | Talentum Cup                      | gravel     | 5     | Tímea Babos | Barbora Krtičková Michaela Silesová  | 6-2, 6-2         |
| 2.  | 2007-04-22 | Mostar Open                       | gravel     | 5     | Tímea Babos | Ema Burgić Silvia Njirić             | 6-3, 6-4         |
| 3.  | 2007-09-02 | Budaörs Cup                       | gravel     | 3     | Tímea Babos | Martina Kubičíková Monika Tůmová     | 7-5, 6-3         |
| 4.  | 2007-10-27 | True Visions Thailand Open        | hardcourt  | 2     | Tímea Babos | Ljoedmyla Kitsjenok Nadija Kitsjenok | 6-2, 6-4         |
| 5.  | 2007-10-27 | ITF Jr. Toyota Open               | hardcourt  | 4     | Tímea Babos | Marina Novak Muriel Wacker           | 6-1, 6-0         |
| 6.  | 2008-03-30 | Mitsubishi-Lancer Int. Jr. Champ. | hardcourt  | 1     | Tímea Babos | Elena Chernyakova Misaki Doi         | 6-7, 6-0, [10-7] |

## Resultaten grandslamtoernooien
| Legenda | Legenda                          |
| ------- | -------------------------------- |
| g.t.    | geen toernooi gehouden           |
| l.c.    | lagere categorie                 |
| –       | niet deelgenomen                 |
| G       | uitgeschakeld in de groepsfase   |
| 1R      | uitgeschakeld in de eerste ronde |
| 2R      | uitgeschakeld in de tweede ronde |
| 3R      | uitgeschakeld in de derde ronde  |
| 4R      | uitgeschakeld in de vierde ronde |
| KF      | uitgeschakeld in de kwartfinale  |
| HF      | uitgeschakeld in de halve finale |
| F       | de finale verloren               |
| W       | het toernooi gewonnen            |
| w-v     | winst/verlies-balans             |

### Enkelspel
| toernooi        | 2011 |    | 2022 |
| --------------- | ---- | -- | ---- |
| Australian Open | –    | –  |      |
| Roland Garros   | –    | 1R |      |
| Wimbledon       | –    | –  |      |
| US Open         | 1R   | –  |      |